# العلاقات الأذربيجانية الكويتية
العلاقات الكويتية الأذربيجانية، هي العلاقات الخارجية بين الكويت وأذربيجان. ويوجد للكويت سفارة في باكو، ولأذربيجان سفارة في مدينة الكويت. تسير العلاقات الأذربيجانية الكويتية بوتيرة متسارعة ومُتطورة حسب وصف السفير الكويتي في باكو في نهاية 2014، أقيمت ندوة اجتماعية في نوفمبر 2014 تناقش العلاقات الكويتية الأذربيجانية؛ وتم من خلالها تأسيس جمعية الصداقة الكويتية الأذربيجانية على أن تضم مجموعة من الأكاديميين والباحثين ورجال الأعمال والأدباء من الجانبين، وان يتم تكثيف البحوث العلمية وتخصيص جائزة للبحث العلمي لطلبة الدراسات العليا فيما يخص القضايا التي تهم الجانبين. من جانبه أشاد السفير الأذري إلى متانة التعاون والتشاور بين البلدين وذلك في المحافل الدولية ولاسيما في المؤتمر الإسلامي وخصوصاً أن ما يجمع البلدين الدين والثقافة والعادات المشتركة.

## التاريخ
نشأت العلاقات مُنذ الاستقلال في العام 1991، وارتقت العلاقات ارتقاءً ملحوظاً نتيجة الدور الكويتي في المساعدات الإنسانية للاجئين والمشردين نتيجة الحرب المفروضة على أذربيجان منذ العام 1994 مع أرمينيا.